# Дунаев, Сергей Илларионович
Серге́й Илларио́нович Дуна́ев (настоящая фамилия Бе́лый, сменил её на Дунаев в 1921 году; 1903—1971) — советский офицер, в Великой Отечественной войне командир гвардейских стрелковых бригады и дивизии, Герой Советского Союза (28.04.1945). Гвардии полковник (1942).

## Молодость и Гражданская война
Родился 27 января 1903 года в посёлке Скадовск Таврической губернии Российской империи, ныне Херсонской области Украины, в семье служащего. Украинец. Окончил начальную среднюю школу. Работал грузчиком угля в Севастопольском порту.
В ноябре 1920 года добровольцем вступил в Красную Армию в Севастополе, был зачислен писарем в штаб кавалерийской бригады 46-й стрелковой дивизии. Участвовал в Гражданской войне. В марте 1921 года переведён в органы ВЧК, служил старшим команды оперативных сотрудников пункта по борьбе с бандитизмом Николаевской губернской ЧК на станции Чаплино. В ноябре 1922 года уволен в запас.

## Межвоенное время
Работал в Чаплинском районном совете профсоюзов, председателем рабочего комитета в совхозе имени Карла Маркса Чаплинского района, затем на предприятиях г. Снигирёвка и Захарьевка Одесской области.
В ноябре 1926 года принят на работу в органы ОГПУ СССР, назначен помощником уполномоченного Одесского окружного отдела ОГПУ. С октября 1928 года служил в Пограничных войсках ОГПУ СССР на должности помощника уполномоченного 26-го Одесского пограничного отряда. Член ВКП(б) с 1928 года. С февраля по декабрь 1933 года — старший уполномоченный Одесской окружной морской пограничной базы, затем направлен на учёбу.
В 1935 году окончил Высшую пограничную школу в Москве. Направлен на Дальний Восток и служил начальником Морского контрольно-пропускного пункта Камчатского пограничного отряда НКВД СССР, в октябре того же года назначен комендантом пограничного участка Морской пограничной комендатуры Уэлен на Чукотке. С ноября 1938 — начальник 4-й части штаба 1-й Дальневосточной железнодорожной бригады войск НКВД Хабаровского округа, с февраля 1939 — начальник 4-й части штаба 6-й дивизии войск НКВД по охране железных дорог в городе Ворошилов. В 1941 году заочно окончил Военную академию РККА имени М. В. Фрунзе. С мая 1941 — старший помощник начальника 1-го (оперативного) отделения штаба 6-й дивизии войск НКВД по охране железных дорог.

## Великая Отечественная война
В июле 1941 года майор С. И. Дунаев направлен в формирующуюся 256-ю стрелковую дивизию Московского военного округа, сначала начальником 4-го (разведывательного) отделения штаба дивизии, затем помощником начальника 1-го (оперативного) отделения штаба. Дивизия формировалась из личного состава войск НКВД в Софрино. Участник Великой Отечественной войны с конца июля 1941 года, с дивизией воевал в составе 29-й армии Фронта резервных армий и Западного фронта. Участвовал в Смоленском оборонительном сражении. В августе дивизию передали 22-й армии Северо-Западного фронта. В ходе битвы за Москву участвовал в Калининской оборонительной и Калининской наступательной операциях (с октября дивизия воевала в составе ряда армий Калининского фронта), при этом в октябре 1941 года дивизия почти 10 дней вела оборонительные и наступательные уличные бои в Калинине, нанеся большой урон противнику, а в декабре одной из первых ворвалась в Калинин. В январе 1942 года участвовал в Ржевско-Вяземской наступательной операции 1942 года. Орденами в первый военный год награждали весьма скупо, поэтому единственной наградой за эти тяжелые сражения для С. И. Дунаева стало досрочное присвоение воинского звания подполковник.
С февраля 1942 года — начальник 5-го отдела штаба 2-го гвардейского стрелкового корпуса 3-й ударной армии Калининского фронта. С ним участвовал в Демянской наступательной операции 1942 года.
С 4 мая по 27 июня 1942 года — командир 1077-го стрелкового полка 8-й гвардейской Краснознаменной стрелковой дивизии им. генерал-майора И. В. Панфилова. С 27 июня 1942 года — начальник штаба 38-й отдельной стрелковой бригады 2-го гвардейского стрелкового корпуса Северо-Западного фронта. В августе 1942 года с бригадой был переброшен на Северный Кавказ и в составе 10-го гвардейского стрелкового корпуса Северной группы войск Закавказского фронта участвовал в битве за Кавказ, в оборонительных боях на моздокском и грозненском направлениях. С января 1943 года участвовал в Северо-Кавказской и Краснодарской наступательных операциях. За выдающиеся боевые отличия 17 марта 1943 года 38-я отдельная стрелковая бригада получила гвардейское наименование и была преобразована в 4-ю отдельную гвардейскую стрелковую бригаду. 20 марта полковник С. И. Дунаев назначен командиром этой бригады. Однако его самостоятельное командование началось с больших неприятностей — за проявленную нераспорядительность, в результате которой противник отрезал и уничтожил два передовых батальона бригады в одном из боёв 13 апреля 1943 года он был снят с должности и направлен под суд военного трибунала Северо-Кавказского фронта. Дело было рассмотрено трибуналом, но с учётом всех обстоятельств и прежних боевых заслуг Дунаева было решено дело прекратить без вынесения приговора, восстановить Дунаева в должности.
Видимо, С. И. Дунаев сумел сделать выводы из случившегося, потому что, когда через 2 месяца на базе 4-й и 10-й гвардейских стрелковых бригад была сформирована 108-я гвардейская стрелковая дивизия, то в момент её формирования 5 июля 1943 года он был назначен её командиром. Во главе дивизии воевал в 56-й армии Северо-Кавказского фронта, с сентября 1943 — в 44-й и 28-й армиях Южного фронта и 4-го Украинского фронта, с февраля 1944 — в 5-й ударной армии 4-го Украинского фронта, с мая 1944 — в 6-й и 46-й армиях 3-го Украинского фронта. Участвовал в Новороссийско-Таманской, Мелитопольской, Никопольско-Криворожской, Одесской, Ясско-Кишиневской, Бухарестско-Арадской, Дебреценской наступательных операциях. Под его командованием дивизия особенно отличилась при освобождении городов Николаев и Одесса, за что была удостоена почётного наименования «Николаевская» и награждена орденом Суворова 2-й степени.
Командир 108-й гвардейской стрелковой дивизии (46-я армия, 2-й Украинский фронт) гвардии полковник С. И. Дунаев проявил исключительное мужество в ходе Будапештской наступательной операции. В ночь на 5 декабря 1944 года дивизия под командованием Дунаева форсировала реку Дунай в районе Эрчи (Венгрия) и, преодолевая сопротивление противника, значительно расширила плацдарм: до 8 километров по фронту и на 4 километра в глубину. Днём 5 декабря дивизия овладела крупным узлом вражеской обороны городом Эрчи, перерезав шоссе и железную дорогу Будапешт-Эрчи. 6 декабря дивизия штурмом овладела опорным пунктом противника селом Рацкерестур, в 7 километрах на северо-запад от города Эрчи. Но в этот день немецкое командование спешно перебросило в район Эрчи свежую 8-ю танковую дивизию и попыталось уничтожить плацдарм. Непрерывные атаки длились двое суток, Рацкерестур несколько раз переходил из рук в руки. Гвардейцы героически сдерживали натиск врага. Полковник Дунаев обеспечил непрерывное руководство боем, умело маневрировал силами дивизии и приданных частей. В итоге дивизия полностью удержала плацдарм и окончательно отбила Рацкерестур. В этих боях уничтожено 13 бронемашин, 7 тяжелых танков, несколько бронетранспортеров, убито до 300 солдат и офицеров врага. Захвачено 80 пленных, 9 шестиствольных миномётов, 14 автомашин, а на станции города Эрчи — 700 вагонов с воинским снаряжением, 11 паровозов, склады. За успешное форсирование Дуная и бои на плацдармах дивизия была награждена орденом Красного Знамени, а командир дивизии представлен к званию Героя Советского Союза.
Указом Президиума Верховного Совета СССР от 28 апреля 1945 года за образцовое выполнение боевых заданий Командования на фронте борьбы с немецкими захватчиками, проявленные при этом отвагу и геройство гвардии полковнику Сергею Илларионовичу Дунаеву присвоено звание Героя Советского Союза с вручением ордена Ленина и медали «Золотая Звезда».
Отличился также в завершающих боях при ликвидации окруженной немецко-венгерской группировки в Будапеште и при отражении попыток её прорваться из окружения. 10 марта 1945 года отозван с фронта и направлен на учёбу.

## Послевоенная биография
После войны продолжал службу в армии. В 1946 окончил ускоренный курс Высшей военной академии имени К. Е. Ворошилова. С января 1946 года служил в Военной академии имени М. В. Фрунзе: преподаватель кафедры общей тактики, с февраля 1947 — старший преподаватель по оперативно-тактической подготовке тактический руководитель группы на курсах усовершенствования командиров стрелковых дивизий при академии, с марта 1950 — старший преподаватель кафедры общей тактики, с ноября 1952 — начальник курса факультета заочного обучения.
С октября 1955 года гвардии полковник Дунаев — в запасе. Жил в Москве.
Умер 26 июня 1971 года, похоронен на 7-м участке Введенского кладбища в Москве (ул. Наличная, д. 1 — за Камер-Коллежским валом).

## Награды
- Герой Советского Союза (28 апреля 1945 года)[4]
- два ордена Ленина (28.04.1945, 15.11.1950);
- три ордена Красного Знамени (30.10.1943, 3.11.1944, 5.11.1954);
- Орден Кутузова 2-й степени (13.09.1944);
- Орден Отечественной войны 2-й степени (1944);
- Орден Красной Звезды (4.02.1943);
- медали;
- Орден «9 сентября 1944 года» 2-й степени (Болгария)[5];
- Орден Заслуг Венгерской Республики 4-го класса (Венгрия)[6].

## Память
- Именем Героя названы улица в Николаеве[7] и переулок в Приморском районе города Одесса[8].